# 花城永渡

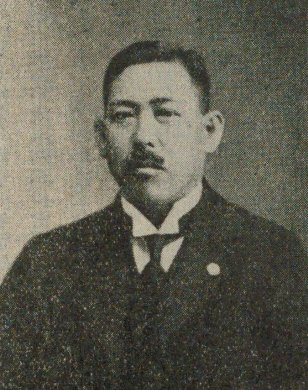
花城永渡

花城 永渡（はなしろ えいと、1878年（明治11年）9月24日 - 昭和13年（1938年）1月31日）は、日本の衆議院議員（立憲政友会）、弁護士。

## 経歴
沖縄県八重山郡石垣町（現在の石垣市）出身。1899年（明治32年）、沖縄師範学校を卒業して、郷里の大川尋常小学校の訓導となった。1903年（明治36年）に上京して、東京市小石川第一尋常小学校訓導となり、そのかたわら日本大学高等師範科に通った。1906年（明治39年）、日本大学高等師範科を卒業し、東京府豊多摩郡千駄谷尋常高等小学校校長に就任した。その後も夜間通学を続けて、1907年（明治40年）に日本大学法科専門部を卒業した。同年、会計検査院属に任官された。1913年（大正2年）、判事検事登用試験に合格して司法官試補となるが、翌年に辞して沖縄で弁護士事務所を開業した。1923年（大正12年）には沖縄県弁護士会会長も務めた。
1920年（大正9年）、第14回衆議院議員総選挙に出馬し、当選。4回の当選回数を数えた。その間、1925年（大正14年）には那覇市会議員も兼ね、議長にも選ばれた。